# Montaut-les-Créneaux
Montaut-les-Créneaux è un comune francese di 654 abitanti situato nel dipartimento del Gers nella regione dell'Occitania.

## Società

### Evoluzione demografica
Abitanti censiti